# Sant'Angelo Limosano
Sant'Angelo Limosano est une commune de la province de Campobasso, dans la région Molise, en Italie.

## Administration
| Période                                  | Période  | Identité         | Étiquette          | Qualité |
| ---------------------------------------- | -------- | ---------------- | ------------------ | ------- |
| 14 juin 2004                             | En cours | Domenico Foligno | Unione Democratica |         |
| Les données manquantes sont à compléter. |          |                  |                    |         |

### Communes limitrophes
Fossalto, Limosano, Lucito, Salcito, San Biase, Trivento.